# 卡辛巴迪登特罗
卡辛巴迪登特罗是巴西帕拉伊巴州的一个市镇。总面积181.221平方公里，总人口16185人，人口密度89.3人/平方公里。